# Словіно
Словіно (пол. Słowino) — село в Польщі, у гміні Дарлово Славенського повіту Західнопоморського воєводства.
Населення — 443 особи (2011).
У 1975—1998 роках село належало до Кошалінського воєводства.

## Демографія
Демографічна структура станом на 31 березня 2011 року:
|          | Загалом | Допрацездатний вік | Працездатний вік | Постпрацездатний вік |
| -------- | ------- | ------------------ | ---------------- | -------------------- |
| Чоловіки | 226     | 49                 | 155              | 22                   |
| Жінки    | 217     | 48                 | 124              | 45                   |
| Разом    | 443     | 97                 | 279              | 67                   |